# Jolly Cavat 345
Jolly Cavat 345 är en enmansjolle konstruerad av Peter Norlin och svensktillverkad. 
Jollen är lättseglad och snabb, och förutom att segla går den utmärkt att ro eller att köra med utombordsmotor.
Segling: Masten är ostagad och står i en masthållare (rör genom och under fördäcket). Seglet har i framkant en långsmal ficka som är trädd över masten och fäst till bommen. Seglet kan revas för hårdare vind, se revning. Centerbord och roder är fällbara och i hålls i nerfällt läge av en töjbar tamp, låst med en skotråtta. Centerbord och roder fjädrar bakåt och uppåt vid grundstötning och risken för skador är därmed minimal.
Påmastning: Masten som är av aluminium består av fyra rör som passar i varandra (teleskopmast). Mastsegmenten dras ut och låses med en fjäderbelastad pigg som på ett paraply. Den utdragna masten träs in i seglets ficka och lyfts ner komplett med segel i båtens masthållare.
Förvaring: Centerbordet fälls upp i centerbordstrumman och hålls på plats med hjälp av en skotråtta. All utrustning för segling kan stuvas ombord i låsbara fack, dels runt centerbordstrumman, dels i aktern. Masten, bommen, roder, åror och segel får plats i det låsbara förvaringsfacket runt centerbordstrumman. Om jollen drivs av en utombordare kan tanken förvaras i det låsbara facket under aktertoften. 
Hantering: Segeljollen väger 75 kg, är försedd med två bärhandtag i akterspegel och två framtill på insidan av relingen och kan hanteras av två till tre personer.
Tillverkning: Jollybåtarna tillverkades först av "Jollybåtar AB" i Saltsjö-Boo. Senare, ca 1994 - 2003 tillverkades Jollybåtarna av Polyesterteknik i Uppsala. De tillverkade också en mindre modell "Jolly 23 S" (totallängd 230 cm, bredd 130 cm, deplacement 39 kg, segelyta 3,7 m2).

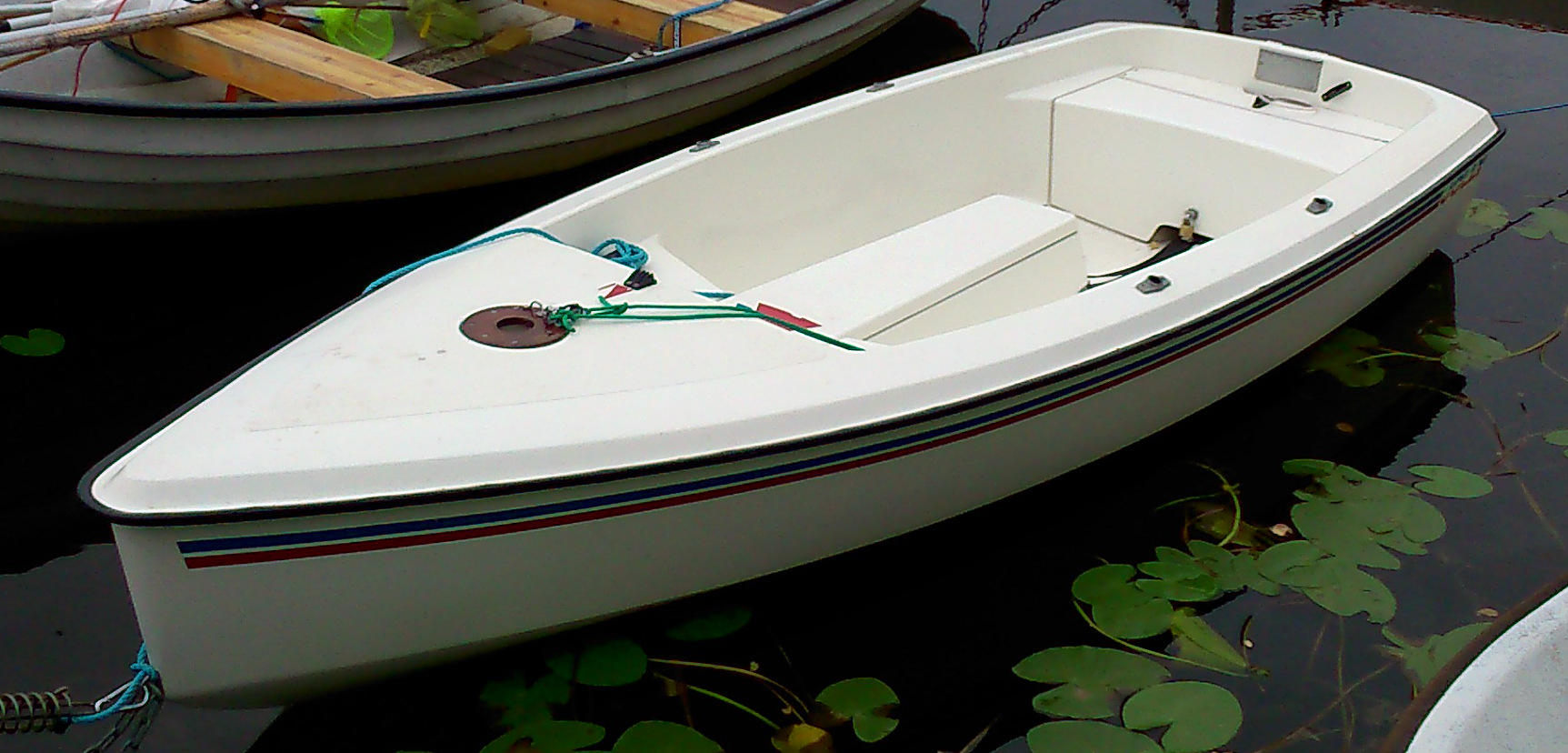
En segeljolle Jolly Cavat 345 vid bryggan
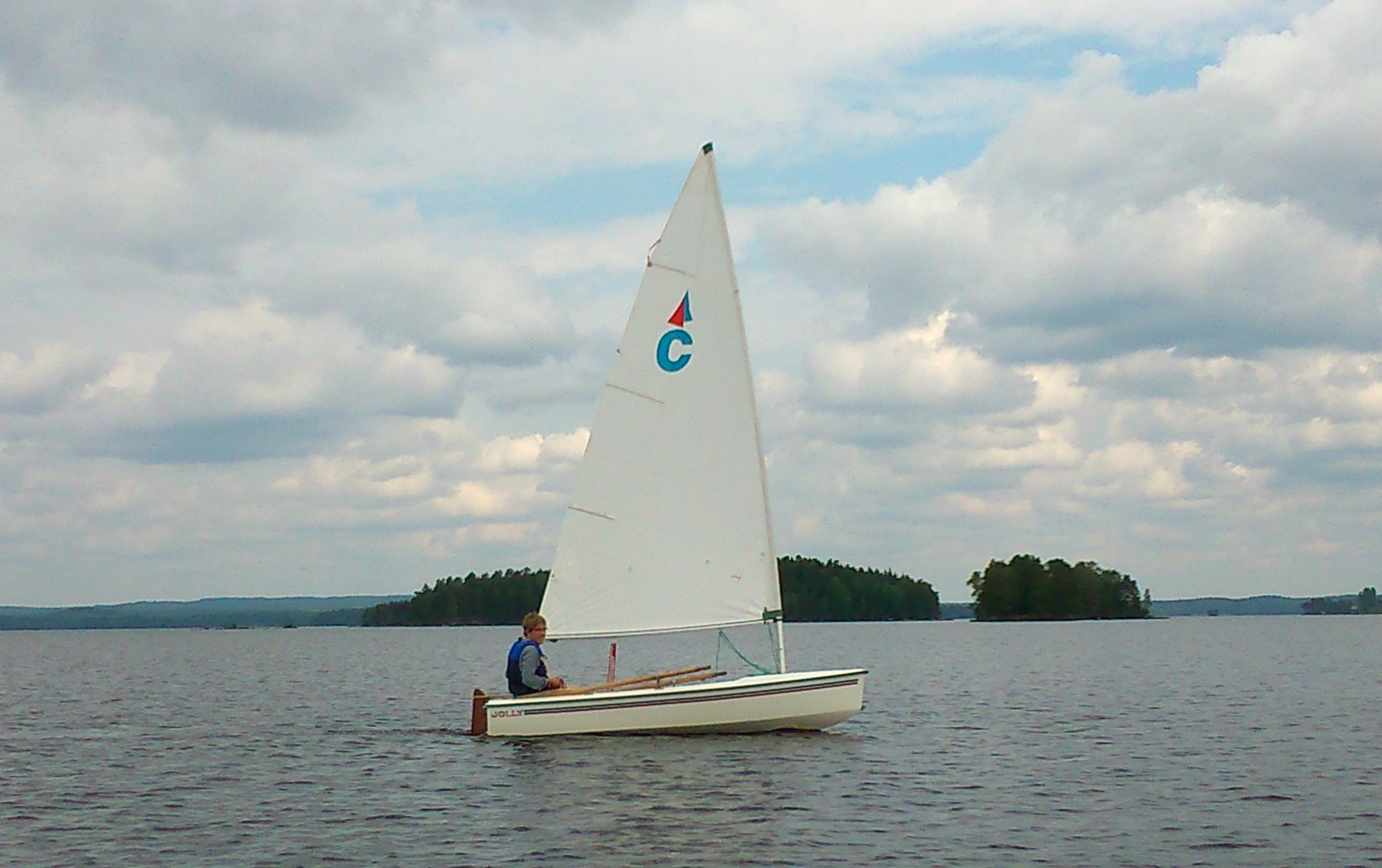
Segling
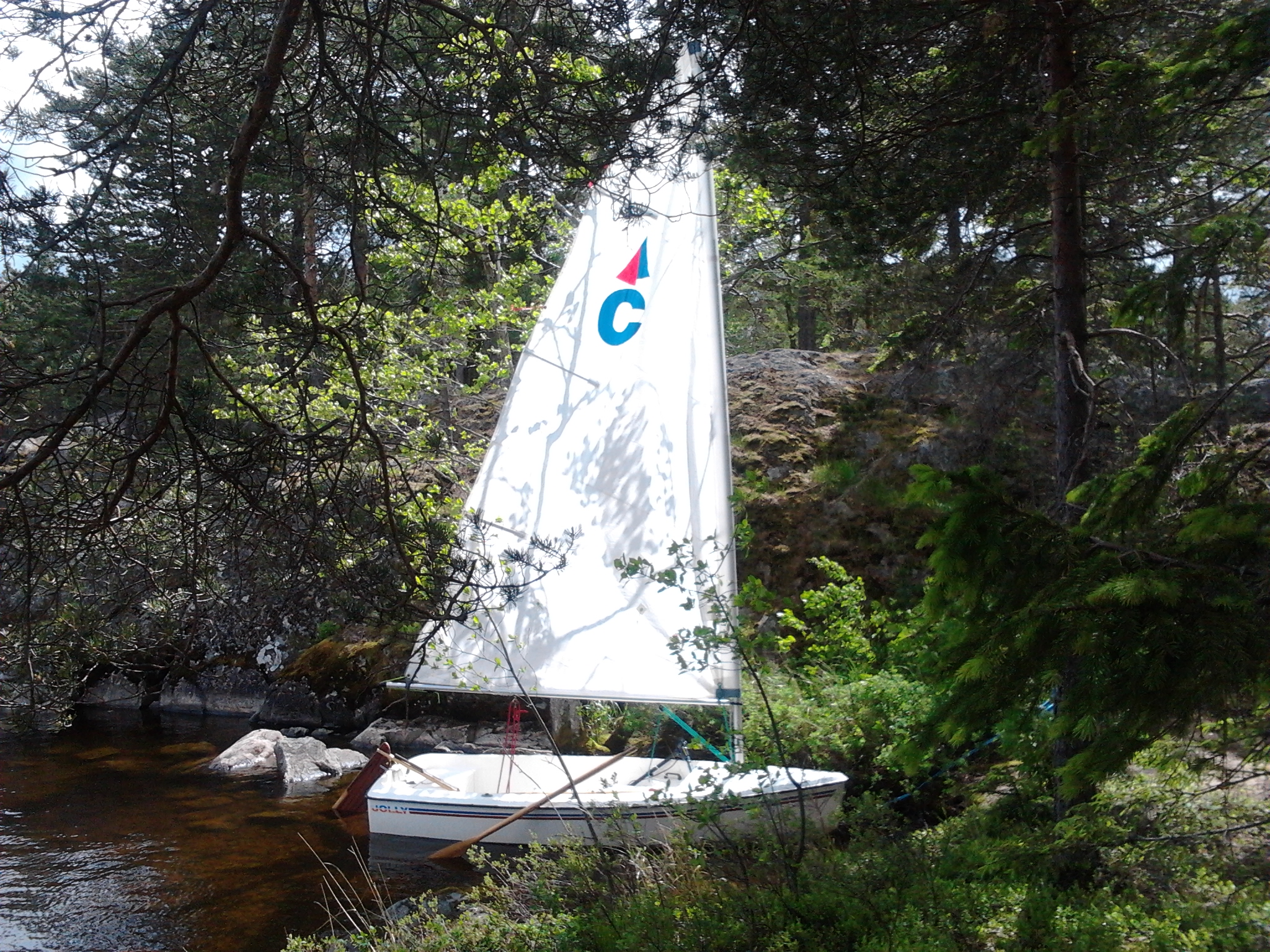
Vid en liten ö